# Alex Petxarroman
Alexander Petxarroman Eizagirre (San Sebastián, Guipúzcoa, 6 de febrero de 1997), conocido como Alex Petxarroman, es un futbolista español que juega como lateral derecho en el FC Andorra

## Trayectoria
Álex llegó a la cantera de la Real Sociedad procedente del Antiguoko KE, en el año 2010, para jugar en su equipo infantil. En la campaña 2014-15, tras proclamarse campeón de su grupo juvenil, disputó la Copa del Rey juvenil junto a compañeros como Mikel Oyarzabal, Igor Zubeldia, Ander Guevara o Aihen Muñoz. En 2015 dio el salto al Berio FT, que cambió de nombre al de Real Sociedad "C" en 2016, donde permaneció dos temporadas jugando en Tercera División.
De cara a la temporada 2017-18 fue cedido a la SD Gernika de Segunda B, aunque no pudo debutar hasta el mes de enero por una lesión de tobillo. En el equipo vizcaíno empezó a jugar de lateral derecho, ya que en Zubieta había jugado como central y, en ocasiones, de mediocentro.
En verano de 2018 se incorporó al Sanse, filial de la Real Sociedad, donde se hizo rápidamente con un puesto de titular. En septiembre de 2019 sufrió una grave lesión de rodilla, cuando estaba rindiendo a gran nivel. En su tercera temporada fue el capitán del equipo, dirigido por Xabi Alonso, que logró el ascenso a Segunda División. Al término de la misma, se marchó libre después de once años en el club.
El 1 de julio de 2021 se anunció su fichaje por el Athletic Club. El 31 de octubre debutó en Primera División en un derbi vasco en el Reale Arena sustituyendo a Óscar de Marcos en el minuto 79.
El 10 de agosto de 2022 fue cedido al FC Andorra de Segunda División. Tras jugar cuatro partidos como titular, sufrió una lesión muscular que le tuvo cuatro meses sin jugar. En marzo volvió a recaer por un mes, por lo que terminó la campaña con trece encuentros disputados. Tras completar una pequeña gira de pretemporada por México con el Athletic Club, el 24 de julio firmó un contrato de dos temporadas con el FC Andorra.
En julio de 2024 se marchó al Deportivo de La Coruña de Segunda División.

## Estadísticas

### Clubes
Actualizado al último partido disputado el 21 de septiembre de 2024.
| Club                            | Div.          | Temporada     | Liga  | Liga  | Copas nacionales | Copas nacionales | Copas internacionales | Copas internacionales | Total | Total |
| Club                            | Div.          | Temporada     | Part. | Goles | Part.            | Goles            | Part.                 | Goles                 | Part. | Goles |
| ------------------------------- | ------------- | ------------- | ----- | ----- | ---------------- | ---------------- | --------------------- | --------------------- | ----- | ----- |
| S. D. Gernika Club · España     | 2.ª B         | 2017-18       | 5     | 0     | —                | —                | —                     | —                     | 5     | 0     |
| S. D. Gernika Club · España     | Total club    | Total club    | 5     | 0     | 0                | 0                | 0                     | 0                     | 5     | 0     |
| Real Sociedad "B" · España      | 2.ª B         | 2018-19       | 33    | 0     | —                | —                | —                     | —                     | 33    | 0     |
| Real Sociedad "B" · España      | 2.ª B         | 2019-20       | 6     | 1     | —                | —                | —                     | —                     | 6     | 1     |
| Real Sociedad "B" · España      | 2.ª B         | 2020-21       | 20    | 2     | —                | —                | —                     | —                     | 20    | 2     |
| Real Sociedad "B" · España      | Total club    | Total club    | 59    | 3     | 0                | 0                | 0                     | 0                     | 59    | 3     |
| Athletic Club · España          | 1.ª           | 2021-22       | 17    | 0     | 2                | 0                | —                     | —                     | 19    | 0     |
| Athletic Club · España          | Total club    | Total club    | 17    | 0     | 2                | 0                | 0                     | 0                     | 19    | 0     |
| Futbol Club Andorra · España    | 2.ª           | 2022-23       | 13    | 0     | 0                | 0                | —                     | —                     | 13    | 0     |
| Futbol Club Andorra · España    | 2.ª           | 2023-24       | 31    | 1     | 0                | 0                | —                     | —                     | 31    | 1     |
| Futbol Club Andorra · España    | Total club    | Total club    | 44    | 1     | 0                | 0                | 0                     | 0                     | 44    | 1     |
| Deportivo de La Coruña · España | 2.ª           | 2024-25       | 27    | 0     | 1                | 0                | —                     | —                     | 28    | 0     |
| Deportivo de La Coruña · España | Total carrera | Total carrera | 154   | 4     | 3                | 0                | 0                     | 0                     | 153   | 4     |